# Феликс Гатари
Пиер-Феликс Гатари (на френски: Pierre-Félix Guattari; 30 април 1930 - 29 август 1992) е френски активист, институционален психотерапевт и философ, основател на шизоанализата и екософията. Гатари е известен най-вече със своето интелектуално сътрудничество с Жил Дельоз, на първо място в общите книги Анти-Едип (L'Anti-Œdipe: capitalisme et schizophrénie, 1972) и Хиляди плоскости (Rhizome, 1976, преиздадена като Mille Plateaux – букв. „хиляди плата“, 1980).

## Биография

### Клиника Ла Борд
Гатари е роден във Вилньов-ле-Саблон, едно от предградията на работническата класа в северозападен Париж, Франция.  Той е обучен и анализиран от психоаналитика Жак Лакан в началото на 50-те на 20 век, а след това работи в експериментална психиатрична клиника в Ла Борд под ръководството на ученик на Лакан, психиатъра Жан Ури. Една конкретно нова насока, разработена в Ла Борд, се състи в отстраняването на класическия бином господар/пациент  или аналитик/анализиран, в полза на отворена конфронтация в групова терапия. Предимно тази практика на групова терапия и изучаването на динамиката на плуралността от субекти в комплексното взаимодействие, а не индивидуалистичният стил на анализата на традиционната фройдистка школа, е която в крайна сметка го води към по-обхватните философски изследвания на и политическа обвързаност с един такъв обширен доколкото изобщо е възможно масив от домейни (философия, етнология, архитектура и т.н.) с цел по-доброто дефиниране на насоките, ориентирите, ограничаването и психиатричната ефективност на практиката .
Гатари по-късно ще твърди, че „психоанализата е най-доброто капиталистическо лекарство“ , тъй като в него желанието е ограничено до кушетката: желанието в лаканианската психоанализа е енергия, която е побирана, съдържана, налична, а не която, ако бъде освободена, може активно да се ангажира в нещо различно. Той продължава своето изследване, сътрудничейки в частната клиника Ла Борд на Жан Ури, един от основните центрове на институционална психотерапия по онова време. Ла Борд е място за сбирки и разговори между неизброимо число студенти по философия, психология, етнология и социална работа. Ла Борд е основно място, в което Гатари е буквално „закотвен“ до своята смърт през 1992 г.

### 60-те и 70-те години
От 1955 до 1965 г. Феликс Гатари „оживява“ троцкистката група Воайе Комюнист (Комунистическият начин). По-късно ще поддържа антиколониалистическите борби, както и италианските аутономисти. Гатари също взима участие в движението на психологическата G.T., която събира много психиатри в началото на 60-те и създава Асоциация за институционална психотерапия през ноември 1965 г. През това същото време той основава, заедно с други активисти ФГИНИ (Федерация на групи за институционални науки и изследвания) и нейното издание Recherche („Изследване“), работейки върху философия, математика, психоанализа, образование, архитектура, етнология и т.н. ФГИНИ ще репрезентира аспекти на множество политически и културни „ангажименти“ на Феликс Гатари: Група на младите испанисти, Франко-китайско приятелство (във времето на популярните комуни), опозиционни активности относно войната в Алжир и Виетнам, участие в M.N.E.F. с U.N.E.F., политика на службите за психологична академична помощ (B.A.P.U.), организацията на Университетските работни групи (G.T.U.), както и реорганизации на обучаващите курсове с Център за обучение на методи за образователни активности (ЦОПОА) на психиатрични мъже-сестри, както и формирането на Приятелски Мъже Сестри (Amicales d'infirmiers) (през 1958), изследвания на архитектурата и проекти за конструкция на дневна болница за „студенти и млади работници“.
Гатари е въвлечен в събитията от май 1968 г., започващи от Движението 22 март. След 1968 г. всъщност Гатари среща Жил Дельоз в Университета Париж-VIII: Венсен-Сен Дени и започва да поставя основите на работата върху това, което скоро ще представлява скандалният Анти-Едип (1972), която книга Мишел Фуко описва като „въведение в не-фашисткия живот“ в нейния предговор. Може да се каже, че през кариерата на Гатари писаните от него работи винаги кореспондират на една или друга мода на социополитически и културни ангажименти. През 1967 г. той се появява като един основателите на ОСПЛАР (Организация за солидарност и помощ на латиноамериканската революция). В главния офис на ФГИНИ среща през 1968 г. Даниел Кон-Бендит, Жан-Жак Лебел и Джулиан Бек. През 1970 г. той създава ЦНИИФ (Център за наука и изследвания за институционално формиране), която взема ръководството в изданието Recherches. През 1977 г. той създава CINEL, за „нови пространства на свобода“ преди да се присъедини към екологичното движение с неговата „екософия“.

### 90-те години
През 1995 г. издаването на Хаософия след смъртта на Гатари съдържа първата колекция от есета и интервюта на Гатари, фокусирани около френската анти-психиатрична и теоретична негова работа като директор на експерименталната клиника Ла Борд и сътрудник на философа Жил Дельоз. Книгата Хаософия е първостепенно въведение в теориите на Гатари за „шизо-анализата“, процес, който е избран да смени интерпретациите на Зигмунд Фройд с по-прагматични, експериментални и колективни подходи, произтичащи от реалността. За разлика от Фройд Гатари вярва, че шизофренията е крайно ментално състояние, което съ-съществува с капиталистическата система сама по себе си. Но капитализмът продължава да подтиква и използва неврозата като начин за поддържане на нормалността. Пост-марксистката визия на Гатари за капитализма предлага нова дефиниция не само на менталното заболяване, но още на микрополитическите средства за подчинение.
Меки подчинения е друг сборник с есета, лекции и интервюта на Феликс Гатари, който проследява активистката анти-психиатрична и теоретична мисъл и дейност на Гатари през 80-те („зимен период“).